# Diana Žiliūtė
Diana Žiliūtė  est une coureuse cycliste lituanienne née le 28 mai 1976 à Rietavas. Elle est professionnelle de 1999 à 2009. Elle a notamment remporté à 22 ans le championnat du monde sur route 1998 et à deux reprises la Coupe du monde sur route en 1998 et 2000.

## Biographie
Diana Žiliūtė fait ses débuts dans les rangs professionnels du cyclisme féminin au milieu des années 1990, après avoir remporté le championnat du monde sur route chez les juniors (17/18 ans) en 1994. Par la suite, elle domine le cyclisme féminin jusqu'à la fin des années 1990. En 1998, elle se hisse au sommet de son sport, elle remporte deux épreuves de la Coupe du monde nouvellement créée, ainsi que le classement général de ce challenge. Elle termine sa saison en beauté en remportant les championnats du monde sur route et en devenant numéro 1 au classement UCI.
En 1999, elle remporte La Grande Boucle féminine internationale ainsi que trois étapes. Elle est considérée à l'époque comme l'une des courses les plus difficiles de la saison. En octobre 1999, elle reçoit un avertissement sans conséquence de la part de l'Union cycliste internationale (UCI) après un contrôle antidopage qui a décelé un taux excessif de caféine. En 2000, elle remporte une nouvelle fois le classement général de la Coupe du monde. En outre, elle s’adjuge également une médaille de bronze lors de la course sur route des Jeux olympiques de Sydney. Les années suivantes, elle continue à gagner de nombreuses courses.
De 1999 à 2009, Diana Ziliute est membre de l'équipe l'italienne Acca Due O, qui est passée entretemps sur licence lituanienne et dont le nom a changé plusieurs fois.

## Palmarès
| - 1992 - 7e du championnat du monde juniors sur route - 1994 - Championne du monde sur route juniors - Grand Prix des Nations - 2e du championnat du monde du contre-la-montre par équipes (avec Rasa Polikevičiūtė, Jolanta Polikevičiūtė et Luda Triabaite) - 3e du Tour du Finistère féminin - 4e du championnat du monde du contre-la-montre juniors - 1995 - 2e du championnat de Litunaie du contre-la-montre - 1996 - Championne de Lituanie du contre-la-montre - 7eb étape du Tour d'Italie - 5e étape du Tour de Sicile - 2e du championnat d'Europe espoirs sur route - 3e du Trofeo Alfredo Binda-Comune di Cittiglio - 1997 - Championne d'Europe du contre-la-montre espoirs - 1re, 4e, 6e (contre-la-montre) et 12e étapes du Tour d'Italie - 2e étape du Tour de Vendée - 1998 - Championne du monde sur route - Coupe du monde sur route - Championne d'Europe du contre-la-montre espoirs - Tour Beneden-Maas - Coupe du monde cycliste féminine de Montréal - 3e étape du Tour d'Italie - 3e étape du Women's Challenge - 2e du Championne d'Europe sur route espoirs - 2e du championnat de Lituanie du contre-la-montre - 2e de la Liberty Classic - 2e du Trofeo Citta di Schio - 3e du Trophée International de Saint-Amand-Montrond - 3e du Women's Challenge - 4e du championnat du monde du contre-la-montre - 4e du Grand Prix Guillaume Tell - 1999 - Championne de Lituanie sur route - La Grande Boucle féminine internationale : - Classement général - 4e, 8e (contre-la-montre) et 12eb (contre-la-montre) étapes - Prologue et 3e étape du Tour de Thuringe - 1re et 5e étapes du Tour de Trentin - Trofeo Mamma e Papa Boni - 2e du Tour de Thuringe - 3e du championnat du monde sur route - 8e du championnat du monde du contre-la-montre - 10e de la Coupe du monde cycliste féminine de Montréal - 2000 - Vainqueur du classement UCI - Coupe du monde sur route - 3e étape du Tour d'Italie Féminin - 3e et 6e étapes du Women's Challenge - Primavera Rosa - Tour de Navarre : - Classement général - 1re, 2e, 3e (contre-la-montre) et 4e étapes - 2e de la Liberty Classic - 2e du Women's Challenge - Médaille de bronze de la course en ligne des Jeux olympiques d'été de Sydney - 3e de La Coupe du Monde Cycliste Féminine de Montréal - 4e de la Flèche wallonne - 4e du Grand Prix Suisse - 9e du contre-la-montre des Jeux olympiques d'été de Sydney | - 2001 - 5e étape du Tour de Toscane - 13e étape du Tour d'Italie Féminin (contre-la-montre) - 2e du Holland Ladies Tour - 2e du Tour d'Italie Féminin - 2e du Tour de Berne - 3e du Trofeo Alfredo Binda-Comune di Cittiglio - 8e du championnat du monde sur route - 9e du championnat du monde du contre-la-montre - 2002 - 9e étape du Women's Challenge - 4e étape du Tour de Midi-Pyrénées - GP Citta di Castemaso - 2e de la Primavera Rosa - 3e du Tour d'Italie Féminin - 2003 - Championne de Lituanie du contre-la-montre - Trofeo Alfredo Binda-Comune di Cittiglio - 1re, 2e et 7e étapes du Holland Ladies Tour - Tour de Nuremberg - 3e étape du Tour du Grand Montréal - Gran Premio della Liberazione - 2e du championnat de Lituanie sur route - 2e du Grand Prix Carnevale d'Europa - 10e de la Primavera Rosa - 2004 - Championne de Lituanie sur route - Championne de Lituanie du contre-la-montre - Prologue et 6e étapes du Tour d'Italie Féminin - 2006 - Championne de Lituanie sur route - Gran Premio della Liberazione - Prologue et 1re étape du Tour de Saint-Marin - Prologue, 1re, 6e, 7e et 8e étape de la Route de France féminine - 2e du Grand Prix Carnevale d'Europa - 2e du Tour du lac Majeur - 2e de la Coppa dei Laghi - 2e du Trofeo Alfredo Binda-Comune di Cittiglio - 5e du Gran Premio Castilla y León - 8e du Rotterdam Tour - 2007 - 1re étape du Tour de l'Ardèche - Tour de Prince Edward Island : - Classement général - 2e étape (contre-la-montre) - 4eb étape du Tour de Toscane féminin-Mémorial Michela Fanini - 2008 - 3e et 5e étapes du Tour de l'Ardèche - 1re, 3e et 4e étapes de la Grande Boucle Féminine Internationale - Grand Prix Carnevale d'Europa - 2e du championnat de Lituanie du contre-la-montre - 3e du Trofeo Alfredo Binda-Comune di Cittiglio - 6e du championnat du monde sur route - 2009 - Championne de Lituanie contre-la-montre - Prologue de la Route de France féminine - Trophée d'Or féminin : - Classement général - 2e, 3e et 6e étapes - Tour de Toscane féminin-Mémorial Michela Fanini - 2e du championnat de Lituanie sur route - 5e du championnat du monde sur route - 9e du Grand Prix de Plouay |

## Grand Tour

### Tour d'Italie
9 participations
- 1996:  vainqueure de la 7e b étape
- 1997: 9e, vainqueure des 1re,4e,6e et 12e étapes et  vainqueure du classement par points
- 1998: vainqueure de la 3e étape
- 2000: Non partante 6e b étape et vainqueure de la 3e étape
- 2001: 2e et vainqueure de la  12e étape
- 2002: 3e
- 2004: 7e et vainqueure du prologue et de la 6e étape
- 2007: 25e
- 2009: 16e

## Classements mondiaux
| Année          | 1997 | 1998 | 1999 | 2000 | 2001 | 2002 | 2003 | 2004 | 2005 | 2006 | 2007 | 2008 | 2009 |
| Classement UCI | 26e  | 3e   | 3e   | 1re  | 16e  | 32e  | 13e  | 39e  | 59e  | 17e  | 33e  | 22e  | 12e  |
| Coupe du monde | -    | 1re  | 49e  | 1re  | -    | 17e  | 6e   | -    | -    | 33e  | -    | -    | 57e  |

## Distinctions
- Athlète de l'année en Lituanie en 1998